# Gigaton
Gigaton är det elfte studioalbumet av den amerikanska rockgruppen Pearl Jam, släppt den 27 mars 2020 på det egna skivbolaget Monkeywrench Records (internationell distribution genom Republic Records). Albumet producerades av Josh Evans.

## Låtlista
1. "Who Ever Said"
2. "Superblood Wolfmoon"
3. "Dance of the Clairvoyants"
4. "Quick Escape"
5. "Alright"
6. "Seven O'Clock"
7. "Never Destination"
8. "Take the Long Way"
9. "Buckle Up"
10. "Comes Then Goes"
11. "Retrograde"
12. "River Cross"